# Papillocepheus reductus
Papillocepheus reductus är en kvalsterart som beskrevs av Sandór Mahunka 1994. Papillocepheus reductus ingår i släktet Papillocepheus och familjen Tetracondylidae. Inga underarter finns listade i Catalogue of Life.